# Bôme
 (septembre 2015).
Cet article concerne l'espar articulé à la base du mât. Pour le sculpteur japonais, voir Bome (sculpteur).

Bôme sur un gréement bermudien

Détail d'une bôme sur un voilier moderne. 1. Bôme, 2. Mât, 3. Vit-de-mulet, 4. Voile, 5. Balancine, 6. Règlage de la bordure 7. Grande écoute, 8. Hale-bas, 9. Hale-dehors.

La bôme est un espar horizontal, articulé à la base du mât, qui permet de maintenir et d'orienter certaines voiles, comme un la grand-voile d’un bateau à gréement bermudien ou la brigantine d’un vieux gréement.
Le nom bôme vient du néerlandais boom, qui veut dire « arbre » ou « mât ».
Sur certains navires à gréement traditionnel, dont les cotres et ceux qui ont un mât d'artimon, la bôme d’une voile à corne peut être appelée gui. 

## Description
La bôme est située en bas de la grand-voile, sur la bordure de celle-ci, et articulée au mât par le vit-de-mulet. Le palan d'écoute de grand-voile, situé entre la coque du bateau et le milieu ou l'arrière de la bôme, permet de régler son orientation. Le hale-bas, un autre palan frappé entre le bas du mât et la bôme, assure la tension verticale de la grand-voile et empêche la bôme de se mâter, c'est-à-dire pivoter verticalement en se rapprochant du mât. Le hale-bas, en maintenant la bôme horizontale, permet de mieux orienter la chute (le bord de fuite) de la grand-voile, notamment quand l'écoute ne peut plus exercer suffisamment de traction verticale sur la bôme du fait de l'angle pris par cette dernière aux allures portantes.
La bôme est souvent soutenue à son extrémité par la balancine, reliée à la tête de mât. Sur certains voiliers récents, un hale-bas rigide fait à la fois office de hale-bas et de balancine.
Traditionnellement en bois, elle est maintenant en aluminium, voire en matériaux composites comme la fibre de carbone pour les voiliers de compétition.
Le X est un dispositif (en forme de X) qui supporte la bôme quand la voile est amenée.
L'orientation de la voile permet d'adapter le bateau à l'allure souhaitée, d'après la direction selon laquelle le bateau reçoit le vent.

## Sécurité
Lors d’un empannage, la bôme passe du côté sous le vent du bateau au côté au vent de façon brusque si elle n’est pas contrôlée. Si la tête d’une personne est sur son trajet, le choc peut être très violent et causer des blessures graves, voire la mort. Ainsi, selon une étude allemande, « les chocs avec la bôme [sont] la cause la plus fréquente de blessure en voile ». Ce genre d’accident arrive même aux marins les plus expérimentés, comme en atteste la mort de deux participants de la course Sydney-Hobart 2024, chacun frappé par leur bôme de son bateau.
Pour limiter les risques, sur un bateau de croisière qui effectue un long bord de portant, il est possible d’établir une retenue de bôme, qui est un bout frappé sur un point fixe (taquet par exemple) situé du côté sous le vent.